# Schizotetranychus
Schizotetranychus är ett släkte av spindeldjur. Schizotetranychus ingår i familjen Tetranychidae.

## Dottertaxa tillSchizotetranychus, i alfabetisk ordning[1]
- Schizotetranychus agropyron
- Schizotetranychus alni
- Schizotetranychus andropogoni
- Schizotetranychus approximatus
- Schizotetranychus arcuatus
- Schizotetranychus asparagi
- Schizotetranychus australis
- Schizotetranychus avetjanae
- Schizotetranychus baltazari
- Schizotetranychus bambusae
- Schizotetranychus beckeri
- Schizotetranychus bhandhufalcki
- Schizotetranychus boutelouae
- Schizotetranychus brachypodii
- Schizotetranychus brevisetosus
- Schizotetranychus cajani
- Schizotetranychus camur
- Schizotetranychus celtidis
- Schizotetranychus cercidiphylli
- Schizotetranychus chiangmaiensis
- Schizotetranychus colocasiae
- Schizotetranychus cynodonis
- Schizotetranychus dalbergiae
- Schizotetranychus denmarki
- Schizotetranychus echinulatus
- Schizotetranychus elongatus
- Schizotetranychus elymus
- Schizotetranychus emeiensis
- Schizotetranychus eremophilus
- Schizotetranychus euphorbiae
- Schizotetranychus fauveli
- Schizotetranychus filifolius
- Schizotetranychus floresi
- Schizotetranychus fluvialis
- Schizotetranychus freitezi
- Schizotetranychus gahniae
- Schizotetranychus garmani
- Schizotetranychus gausus
- Schizotetranychus gilvus
- Schizotetranychus glabrisetus
- Schizotetranychus graminicola
- Schizotetranychus guatemalae-novae
- Schizotetranychus halimodendri
- Schizotetranychus hidayahae
- Schizotetranychus hilariae
- Schizotetranychus hindustanicus
- Schizotetranychus ibericus
- Schizotetranychus imperatae
- Schizotetranychus indicus
- Schizotetranychus jachontovi
- Schizotetranychus kaspari
- Schizotetranychus kochummeni
- Schizotetranychus kreiteri
- Schizotetranychus laevidorsatus
- Schizotetranychus lanyuensis
- Schizotetranychus lechrius
- Schizotetranychus lespedezae
- Schizotetranychus levinensis
- Schizotetranychus longirostris
- Schizotetranychus luculentus
- Schizotetranychus lushanensis
- Schizotetranychus lycurus
- Schizotetranychus malayanus
- Schizotetranychus malkovskii
- Schizotetranychus mansoni
- Schizotetranychus meghalayensis
- Schizotetranychus minutus
- Schizotetranychus miyatahus
- Schizotetranychus montanae
- Schizotetranychus nesbitti
- Schizotetranychus nugax
- Schizotetranychus oryzae
- Schizotetranychus oudemansi
- Schizotetranychus paezi
- Schizotetranychus papillatus
- Schizotetranychus paraelymus
- Schizotetranychus parasemus
- Schizotetranychus pennamontanus
- Schizotetranychus prosopis
- Schizotetranychus protectus
- Schizotetranychus pseudolycurus
- Schizotetranychus recki
- Schizotetranychus reticulatus
- Schizotetranychus rhodanus
- Schizotetranychus rhynosperus
- Schizotetranychus russeus
- Schizotetranychus saba-sulchani
- Schizotetranychus sacharum
- Schizotetranychus sacrales
- Schizotetranychus sagatus
- Schizotetranychus saitoi
- Schizotetranychus sayedi
- Schizotetranychus schizopus
- Schizotetranychus setariae
- Schizotetranychus shii
- Schizotetranychus smirnovi
- Schizotetranychus spiculus
- Schizotetranychus spireafolia
- Schizotetranychus taquarae
- Schizotetranychus tbilisiensis
- Schizotetranychus tephrosiae
- Schizotetranychus textor
- Schizotetranychus triquetrus
- Schizotetranychus tuberculatus
- Schizotetranychus tumidus
- Schizotetranychus tuminicus
- Schizotetranychus tuttleii
- Schizotetranychus ugarovi
- Schizotetranychus umtaliensis
- Schizotetranychus undulatus
- Schizotetranychus vermiculatus
- Schizotetranychus yoshimekii
- Schizotetranychus youngi
- Schizotetranychus zhangi
- Schizotetranychus zhongdianensis